# Kristian Djurhuus
Kristian Djurhuus, född 12 februari 1895 i Tórshavn, död 20 november 1984, var en färöisk politiker för partiet Sambandsflokkurin. Djurhuus var Färöarnas lagman (regeringschef) under flera år.